# Otito Ogbonnia
Otito Ogbonnia (Houston, 25 agosto 2000) è un giocatore di football americano statunitense che milita nel ruolo di defensive tackle per i Los Angeles Chargers della National Football League (NFL).

## Carriera

### Los Angeles Chargers
Al college Ogbonnia giocò a football a UCLA. Fu scelto nel corso del quinto giro (160º assoluto) nel Draft NFL 2022 dai Los Angeles Chargers. Il 16 novembre fu inserito in lista infortunati. La sua stagione da rookie si chiuse così con 7 presenze, una delle quali come titolare, con 14 tackle.